# Ines Rieder
Ines Rieder (Wenen, 3 mei 1954 –⁠ aldaar, 24 december 2015) was een Oostenrijks politicologe, journaliste, auteur en vertaler.

## Leven
Rieder studeerde politieke wetenschappen en etnologie aan de Universiteit van Wenen. Vervolgens was ze van 1972 tot 1975 werkzaam bij Caritas Wenen, een opleidingscentrum voor hogere sociale beroepen. Van 1976 tot 1984 werkte ze als journaliste en vertaalster in de Amerikaanse stad Berkeley en was ze medeoprichtster van het feministische tijdschrift Connexions. Van 1984 tot 1986 was ze journaliste en vertaalster in São Paulo en van 1987 tot 1994 werkte ze voor Cleis Press in San Francisco. Nadien verhuisde ze terug naar Wenen.
Terug in Wenen was Rieder, naast auteur, actief als onderzoeksassistent bij verschillende projecten in en voor QWIEN, een archief en documentatiecentrum dat zich richt op het verzamelen en ontsluiten van allerhande informatie over lesbische vrouwen, homoseksuele mannen, biseksuelen en transgender personen (kortweg lhbt'ers), en als stadsgids. Tijdens haar rondleidingen doorheen de stad liet ze de queer-lesbische scene van Wenen zien. Ook was ze betrokken bij het Österreichisches Lesben- und Schwulenforum (OLSF), waar ze haar ervaring uit de gelijkaardige Amerikaanse beweging in de strijd voor gelijke rechten inbracht. 
Als auteur heeft Rieder zich toegelegd op biografieën van lesbiënnes uit de 20e eeuw. De omvangrijke nalatenschap van Ines Rieder werd na haar overlijden geschonken aan STICHWORT, een vrouwenarchief, waarvan Rieder zelf ook gebruikmaakte. Haar werk werd overgedragen voor zowel verwerking en inzage als conservering. Ze werd begraven op begraafplaats Sievering in Wenen.

## Werken (selectie)
- „Wer mit Wem?“ Hundert Jahre lesbische Liebe. Berühmte Frauen, ihre Freundinnen, Liebhaberinnen und Lebensgefährtinnen. Wiener Frauenverlag (1994) - ISBN 3-423-36054-2;
- met Diana Voigt: Heimliches Begehren. (2000), een biografie van Sigmund Freuds beroemdste patiënte, Margarethe von Trautenegg-Csonka;
- met Wolfgang Förster en Tobis G. Natter: Der andere Blick, Lesbischwules Leben in Österreich. (2001);
- met Andreas Brunner, Nadja Schefzig, Hannes Sulzenbacher en Niko Wahl: Geheimsache: Leben. Schwule und Lesben im Wien des 20. Jahrhunderts. Ausstellungskatalog (2005);
- Mopsa Sternheim – ein Leben am Abgrund. Zaglossus (2015) - ISBN 978-3-902902-25-2.

- Bibsys: 90919768
- Bibliothèque nationale de France: cb14520069z (data)
- Gemeinsame Normdatei: 115816259
- International Standard Name Identifier: 0000 0001 1037 1727
- Library of Congress Control Number: n87862612
- Nationale Bibliotheek van Tsjechië: xx0210260
- Nationale Bibliotheek van Israël: 987007267004605171
- Nederlandse Thesaurus van Auteursnamen: 074694855
- Système universitaire de documentation: 076148807
- Virtual International Authority File: 7621972
- WorldCat: E39PBJkHqY6V6qfr6DvH9cWFKd